# Akvadukt Kamares
Akvadukt Kamares, znan tudi kot akvadukt Bekir Paše, je akvadukt blizu Larnake na Cipru. Speljan je izven mesta, blizu stare ceste v Limassol, zgrajen pa je bil leta 1747. Tassos Mikropoulos ga je opisal kot najvidnejši vodovod, zgrajen na Cipru.

## Zgodovina
Akvadukt je financiral Ebubekir paša (znan tudi kot Koca Bekir paša ali Abu Bakr paša), ki je bil osmanski guverner Larnake. Struktura je delovala do leta 1939 in je sestavljena iz 75 lokov.
Gradnja akvadukta se je začela leta 1747 in je bila dokončana leta 1750, skupaj pa je stala 50.000 qiršov, ki jih je plačal Ebubekir paša. Tuji popotniki so ga pogosto šteli za enega najpomembnejših spomenikov, zgrajenih v osmanskem obdobju na Cipru. Leta 1754 je Alexander Drummond ugotovil, da:
V čast Bekirja Paše moram sporočiti primer javnega duha stare gospode. Medtem ko je bil paša te dežele, je leta 1747 izoblikoval plemenit načrt dovajanja vode iz reke v Arperi in občasnih izvirov na cesti približno šest milj od tod, da bi oskrbovali prebivalce Larnake, Salinesa in ladijskega prometa. Delo, vredno velikega in dobrega človeka, ki bi ga lahko stalo več kot petdeset tisoč piasterov šest tisoč funtov.